# Ovo je Balkan
"Ovo je Balkan" je pjesma Milana Stankovića iz 2010. godine s kojom je predstavljao Srbiju na Eurosongu 2010. Glazbu pjesme napisao je proslavljeni glazbenik Goran Bregović, a tekst je napisala Marina Tucaković. 
Pjesma i autor su izabrani u konkurenciji od 10 prijavljenih pjevača za izlučno natjecanje 3 pa 1 za Oslo. Izbor pjevača napravio je sam Bregović. Nakon toga je Stanković, uz Eminu Jahović i Olivera Katića, izveo svoju pjesmu na nacionalnom finalu i odnio uvjerljivu pobjedu. Pjesma je odnijela ukupno 58 428 glasova od ukupnih 129 105, što iznosi 45,25% ukupnih glasova. Stanković je pjesmu izvodio na srpskome, nastupao je kao sedmi u prvom polufinalu, održanom 25. svibnja 2010. Nakon održanog polufinala, Milan Stanković je dobio 79 bodova i tako završio na 5. mjestu, što je bilo dovoljno za finale. 
U finalu je nastupao osmi, a nakon glasovanja je završio na 13. mjestu sa 72 bodova. Srbija je 12 bodova dobila od Bosne i Hercegovine.